# Verkiezingen voor het Europees Parlement 2009/Kandidatenlijst/sp.a
Dit zijn de kandidatenlijsten van de Belgische sp.a voor de Europese verkiezingen van 2009. De verkozenen staan vetgedrukt.

## Effectieven
1. Kathleen Van Brempt
2. Saïd El Khadraoui
3. Anne Van Lancker
4. Selahattin Kocak
5. Tom Germonpré
6. Tom Balthazar
7. Laila El Abouzi
8. Myriam Vanlerberghe
9. Ludwig Vandenhove
10. Sener Ugurlu
11. Dalila Douifi
12. Christine Van Broeckhoven
13. Bert Anciaux

## Opvolgers
1. Toon Wassenberg
2. Marleen Temmerman
3. Valerie Del Re
4. Pablo Annys
5. Ans Persoons
6. Emma Van der Maelen
7. Freddy Willockx
8. Louis Tobback